# Un dimanche noir
Pour plus de détails, voir Fiche technique et Distribution.
Un dimanche noir (titre original : Dark Sunday) est un film américain de Jimmy Huston sorti en 1976.

## Synopsis
Dans une petite ville des États-Unis, gangrenée par la drogue et la violence, un pasteur tente de ramener les adolescents dans le droit chemin. Un jour, l'un d'eux décide de dénoncer son dealer. Mais la bande de ce dernier le découvre et tue le jeune , ainsi que la famille du pasteur, lui-même laissé pour mort. Reprenant connaissance à l'hôpital, le pasteur devient boiteux et muet puis se met à exécuter un par un les trafiquants...

## Fiche technique
- Titre original : Dark Sunday
- Réalisation : Jimmy Huston
- Scénario : Grey Lynelle
- Directeur de la photographie : Jerry Crowder
- Musique : Arthur et Clay Smith
- Production : Earl Owensby
- Genre : Film policier
- Pays :  États-Unis
- Durée : 90 minutes (1 h 30)

## Distribution
- Earl Owensby (VF : Roland Ménard) : le révérend James Lowery
- Monique Proulx : Julie
- Phil Laner (VF : Francis Lax) : Blindman
- Ron Lampkin (VF : Gérard Hernandez) : Danny
- Phil Rubenstein (en) (VF : Jacques Deschamps) : le lieutenant Untz
- Charles Honce (VF : Roger Crouzet) : le détective
- Maggie Lauterer (VF : Sylvie Feit) : Rachel Lowery
- Todd Reep : Eric Lowery
- Jeff Reep : Jody Lowery
- Sheree White : Ellie Palmer
- Carter Bland (VF : Marc François) : Tim Spencer
- Chuck Mines (VF : Jean Topart) : Candyman
- Herbert Greenberg : le chauffeur de Candyman
- Martin Beck (VF : Raymond Loyer) : Herbert Trexler
- Jac Cashin (VF : Jean Fontaine) : Benjamin
- Ralph Kerns (VF : Jacques Lalande) : le docteur
- Mike Allen (VF : Alain Dorval) : le barman